# Raionul Zaporijjea (pre-2020), Zaporijjea
Zaporijjea (în ucraineană Запорізький район, transliterat: Zaporizkîi raion) este un raion în regiunea Zaporijjea, Ucraina. Reședința sa este orașul Zaporijjea.

## Demografie
Componența lingvistică a raionului Zaporijjea
     Ucraineană (83,85%)
     Rusă (15,43%)
     Alte limbi (0,31%)
Conform recensământului din 2001, majoritatea populației raionului Zaporijjea era vorbitoare de ucraineană (83,85%), existând în minoritate și vorbitori de rusă (15,43%).